# 荷兰使馆旧址
荷兰使馆旧址，位于北京市东城区前门东大街11号，是北京市文物保护单位。

## 历史
清朝咸丰十年（1860年），英法联军在第二次鸦片战争中攻占北京，签订《北京条约》，英国、法国在东交民巷建公使馆后，俄国、美国等国公使先后进驻北京，其他非条约国纷纷试图效仿。荷兰等国多次要求清政府换约驻京，但被清政府一再拒绝，直到同治十二年（1873年），荷兰才在北京设公使馆，首任驻京公使是费果荪。使馆位于东交民巷西段路南的巾帽胡同。西界在兵部街以南的东侧，东界和华俄道胜银行相邻，北边隔东交民巷与兵部街东侧的钦天监相对。1900年庚子事变，义和团进攻北京使馆区时，原荷兰使馆与华俄道胜银行均在6月26日被焚毁。1901年《辛丑条约》签订后，荷兰使馆用地自原址东移，西侧与美国使馆新址为界（原美国使馆位于华俄道胜银行以东），东到原华俄道胜银行旧址处，南到北京内城城墙。
国务院参事室原先与中央文史研究馆合署办公，驻北海公园静心斋。因北京市向中央领导打报告，要求开放北海公园静心斋，1981年，国务院参事室与中央文史研究馆搬迁至前门东大街11号（当时门牌号为21号）荷兰使馆旧址，与毛主席纪念堂管理局同院办公。1995年公布为北京市文物保护单位。

## 建筑
原荷兰使馆大门在东交民巷南侧的东交民巷40号。现大门改开在前门东大街北侧，是1970年代北京内城城墙拆除后扩建前门大街时新建。原大门现仍存，大门主体比两侧围墙稍微向前凸，门洞之上是三角山墙，顶端是圆弧形，与使馆内官邸入口上部的造型呼应。大门洞上覆盖扁平弧形砖拱，拱中央为白色龙门石，其上是石雕装饰。拱脚处立有石倚柱，采用塔斯干柱式，整个大门用红色清水砖砌筑，门洞内侧安装金属花饰大门。如今门洞北侧（即外侧）被封砌，山墙面的装饰物已被剔除，但仍存痕迹。
使馆旧址院内现存两栋原有的楼房，都是1909年建造。原大门西南部的西楼是原使馆办公楼。地上二层，地下一层，砖石结构，位于高0.85米的平台上。平面接近方形，东、西、南三面均有出入口，以东面为主出入口。北面有双门通过廊子与楼后的厨房等辅助用房连接。该建筑的现状是20世纪末至21世纪初翻建后的状态，其基座平台已不是原状，多边形四角已改成直角形，东、西入口圆弧形台阶改成直形。东北面和西北面两个通往地下室的入口台阶被封堵，改成从室内楼梯通往地下室。使馆外貌是16世纪尼德兰地区荷兰风格，即红砖砌墙，白石做门窗套、墙角隅石、水平线脚。东、西、南三面中央入口均采用凹入的券廊，上下两层都采用多立克柱式，但柱身是红砖，柱础与柱头是石材，平缓的弧形券用砖石相间。东、西门廊是三开间。南入口门廊是两开间，中间是叠柱式方形扁壁柱，两侧开间较大的券廊用意大利文艺复兴时期帕拉第奥母题式手法。
现存东楼是原大使官邸，地上二层，地下一层，砖木结构。平面接近方形，主入口朝西，和使馆办公楼相对。立面中部内凹，用白石装饰大门及二层中央大窗。其上部水平檐口用与使馆院落北大门类似的半圆拱形装饰。南立面中部外凸，下为空廊，上为居室，支柱是塔斯干式石柱。底层大门通往半圆形平台，并可以下台阶到花园。顶部檐口呈折线形凸出体，高出水平檐部，中央带有圆形盾徽装饰。2001年该建筑被全部拆除，在原址按照原状重建，将砖木结构改成了砖混结构，内部作调整，用于办公。
此外，如今院内还仿照原有建筑的风格，新建了两幢建筑。